# Manoir d'Olustvere
Le manoir d'Olustvere (estonien : Olustvere mõis, en allemand : Gutshaus Ollustfer) est le manoir d'un ancien domaine seigneurial situé à Olustvere en Estonie, autrefois en Livonie. C'est aujourd'hui un musée.

## Historique

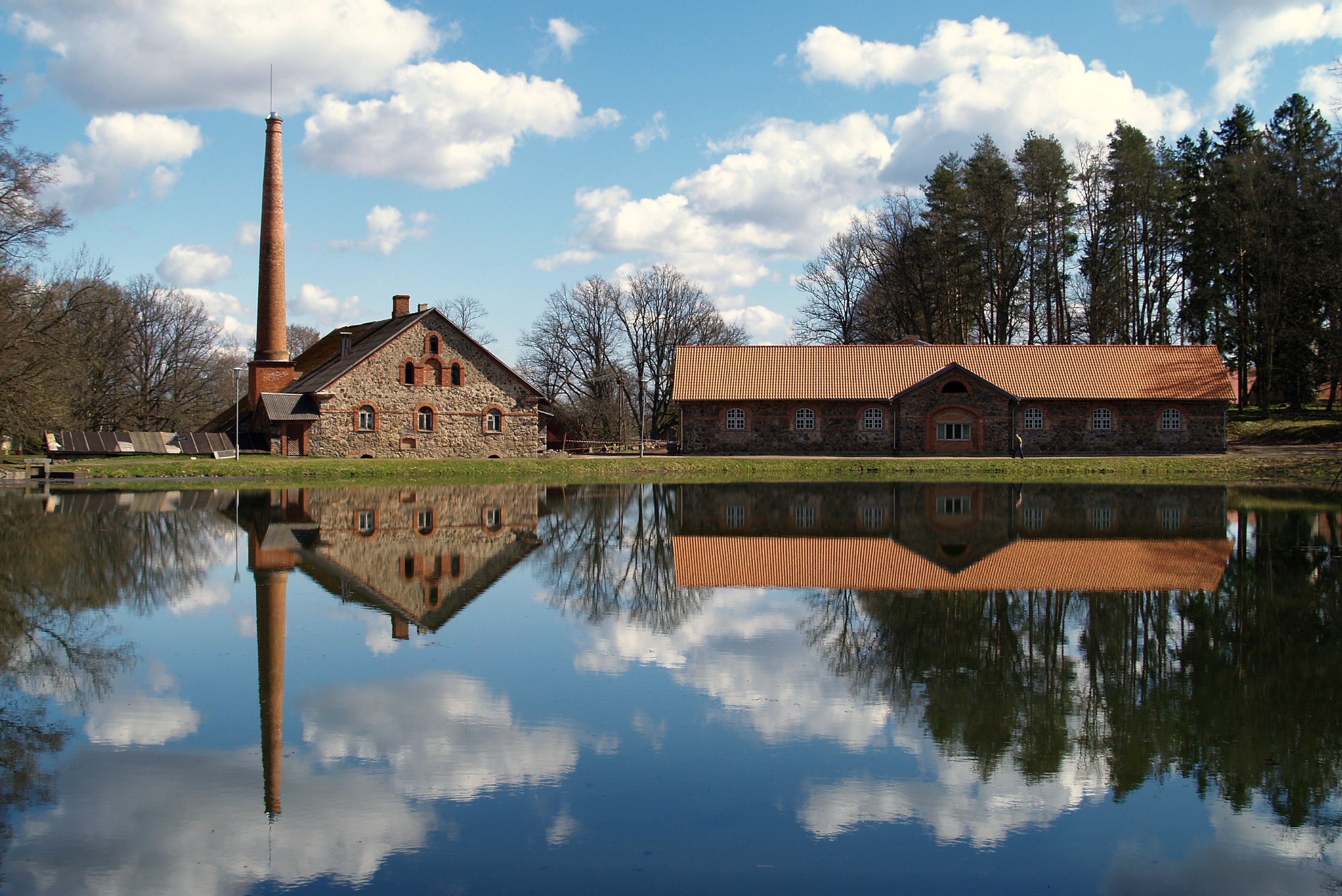
Bâtiments de l'ancienne exploitation agricole

C'est au XVIIe siècle que le domaine de Ollustfer est mentionné comme appartenant à la famille von Schilling. Le roi Sigismond III de Pologne l'a transmis à Nicolaus Eismont, qui a cédé ses droits, le 7 avril 1598, à Franz Blankenfeld et à son épouse, née Catharina Orgies.
Le domaine est ensuite donné, par le roi Gustave II Adolphe de Suède en 1624 au comte Jacob De La Gardie (1583-1652), alors que la Livonie appartenait à la Suède. 
Entretemps, Valentin Schilling semble avoir rétabli les droits de ses ancêtres, puisqu'il fut propriétaire de Ollustfer en 1640. En 1675, ses héritiers sont en procès avec les héritiers du comte de la Gardie. Ce procès a pris une fin positive pour les héritiers du comte de la Gardie, car le Reichsrat donna les droits de propriété au général comte Pontus de la Gardie en 1675.
En 1688, ce domaine agricole est la propriété de Johann von Schlippenbach. Lorsque sa descendante Anne-Frédérique von Schippenbach épouse en 1742 le comte Karl Gustav von Fersen, il entre dans cette famille prestigieuse d'origine suédoise. Le domaine est alors dans le gouvernement de Livonie, province intégrée à l'Empire russe. Le comte Hans Heinrich von Fersen (1743-1800) en hérite ensuite et il demeure dans cette famille jusqu'à son expropriation, le 10 octobre 1919 par le nouveau gouvernement estonien. Son dernier propriétaire était le comte Nikolai von Fersen (1858-1921).
Un premier manoir a été construit au XVIIe siècle avec des communs pour l'exploitation agricole, restauré au milieu du XIXe siècle puis, en 1903, le comte von Fersen fait appel à l'architecte Archibald MacPherson pour construire à côté de l'ancien manoir une villa, ou nouveau manoir, en style néogermanique avec des éléments Jugendstil, et anglais avec des bow-windows. Il est électrifié en 1912-1913, et son exploitation agricole est l'une des plus modernes de l'Empire russe. Il se trouvait alors dans la paroisse de Groß-St. Johannis (aujourd'hui Suure-Jaani) et le district de Fellin (aujourd'hui région de Viljandi).
Le nouveau manoir a été transformé en musée et les autres bâtiments abritent entre autres les locaux du bureau d'information touristique local et un jardin d'enfants. Des salles peuvent se louer pour l'organisation de réceptions, de séminaires ou de conférences. Son parc est l'œuvre de Georg Kuphaldt (1853-1938).

## Illustrations

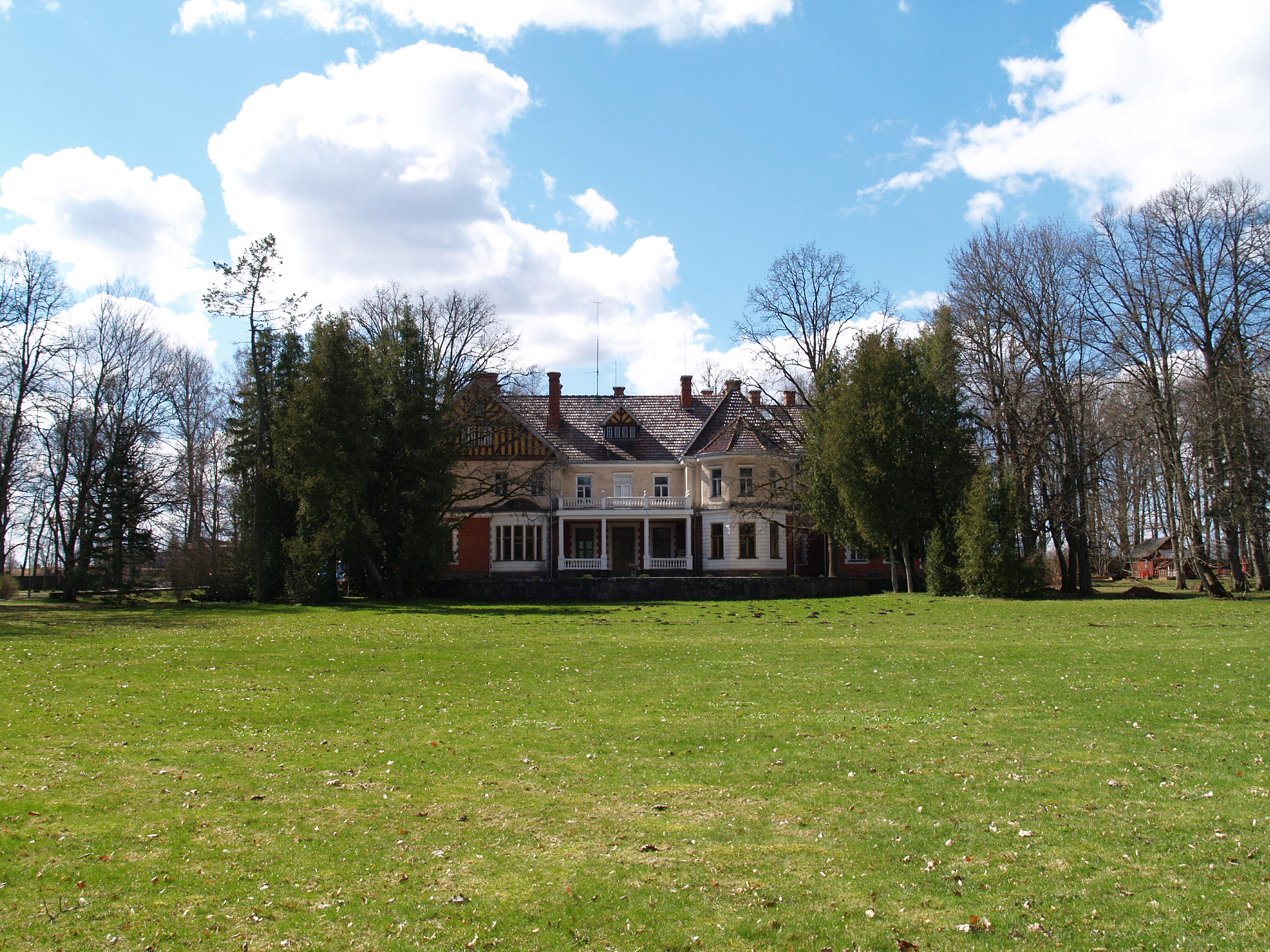
Vue du nouveau manoir du côté du parc
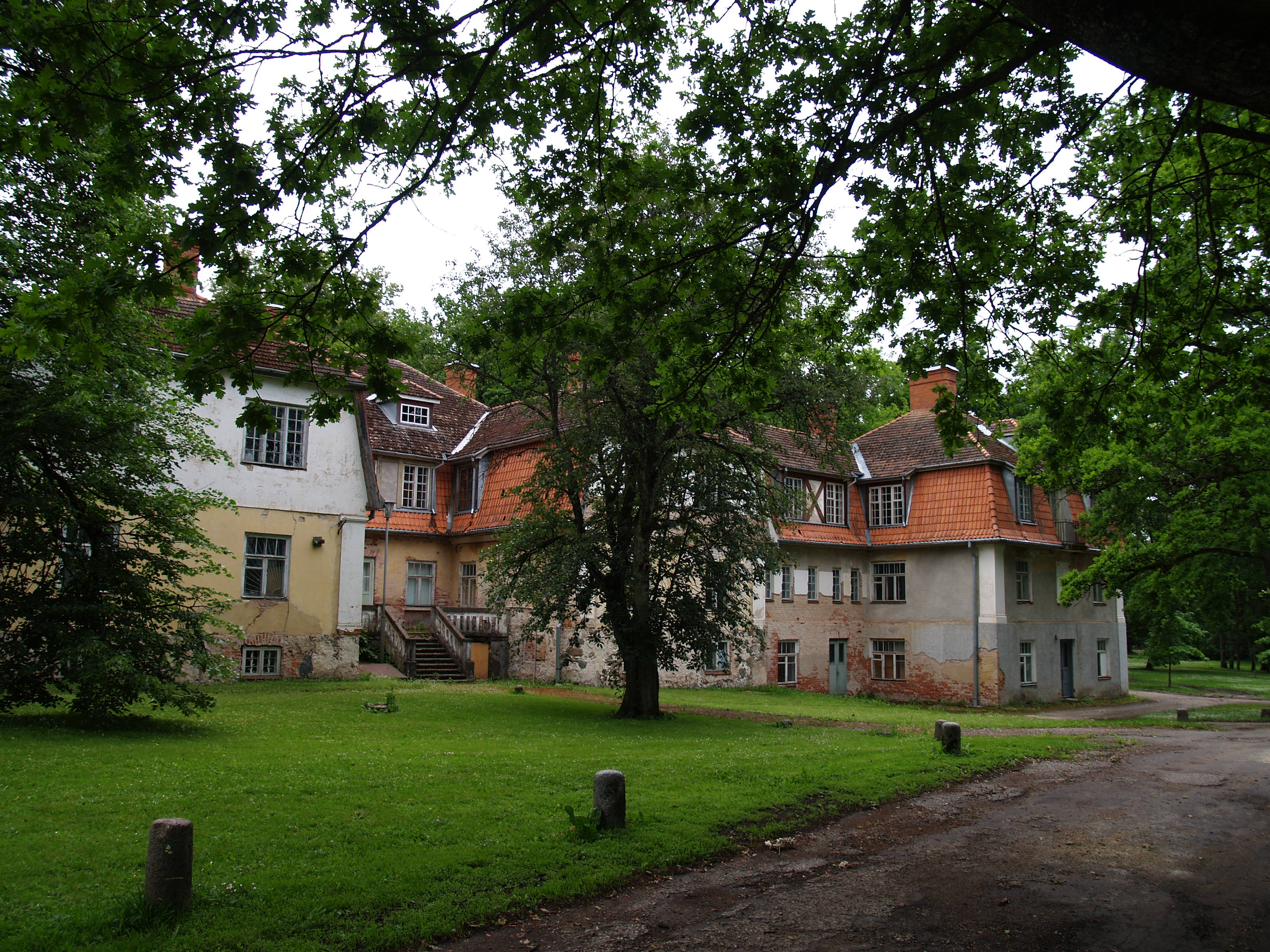
Vue de l'ancien manoir
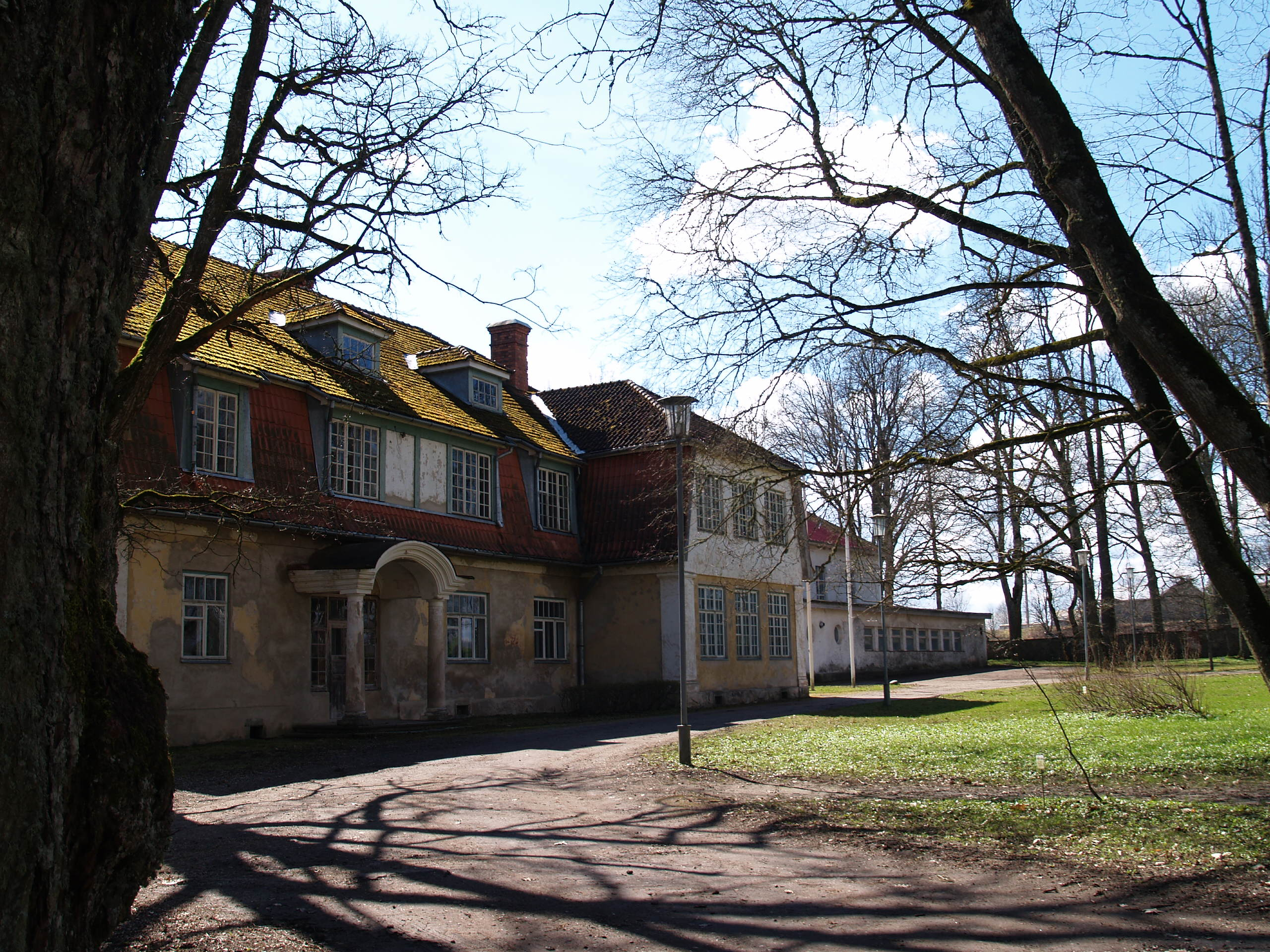
Entrée de l'ancien manoir
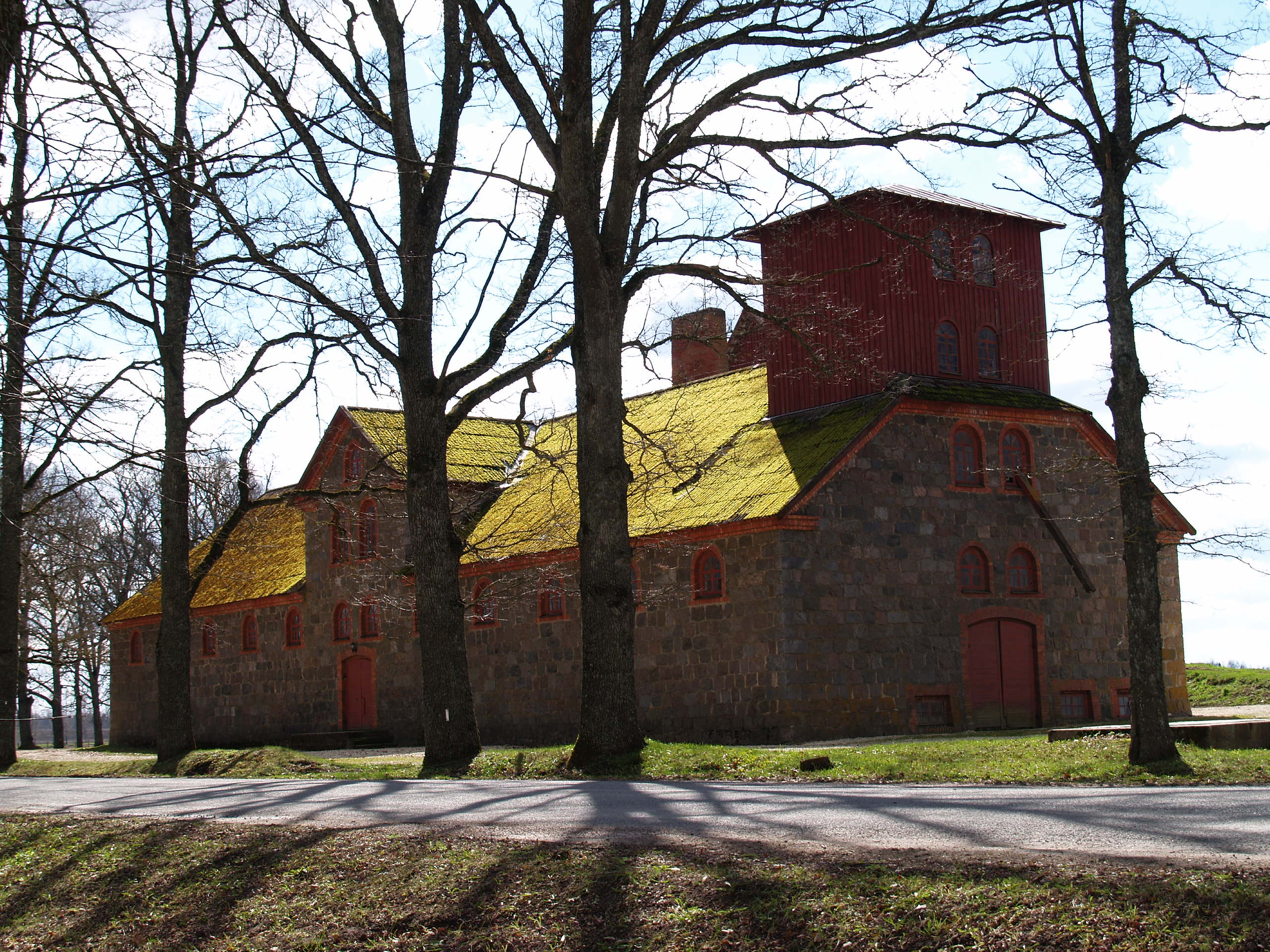
Anciennes granges du domaine
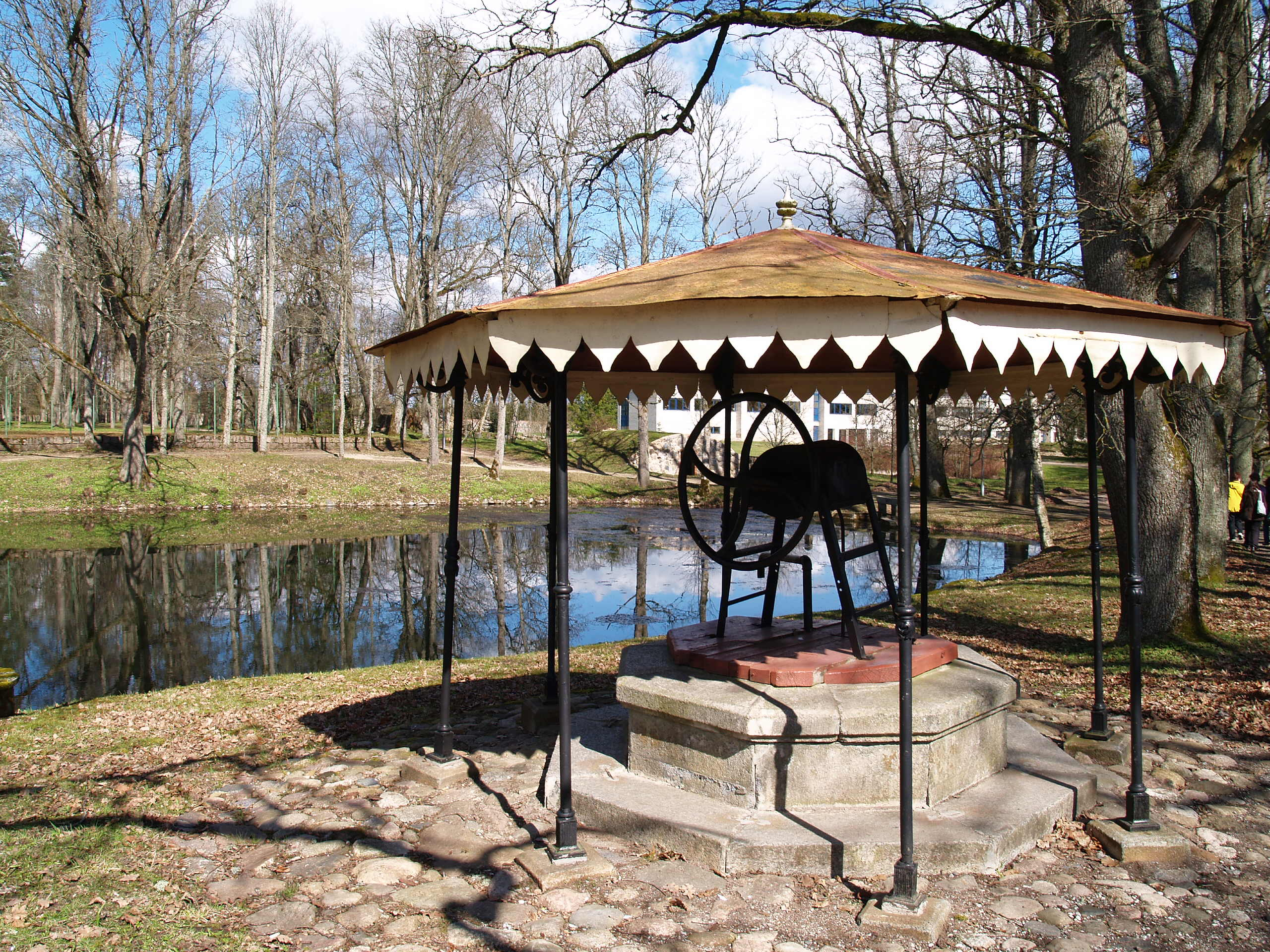
Puits près de l'exploitation agricole